# Stade Santa Giuliana
Le Stade Santa Giuliana (en italien : Stadio Santa Giuliana), également connu sous le nom d'Arène Santa Giuliana (en italien : Arena Santa Giuliana), est un stade de football italien situé dans la ville de Pérouse, en Ombrie.
Le stade, doté de 15 000 places et inauguré en 1937, servait d'enceinte à domicile à l'équipe de football de l'Associazione Calcistica Perugia Calcio.
Il tire son nom du complexe religieux de Santa Giuliana (datant de 1253 et restauré au XVIe siècle) situé à proximité, composé de l'église et de l'ancien monastère des cisterciennes (et abritant aujourd'hui l'école de langues étrangères de l'armée italienne).

## Histoire
Le stade ouvre ses portes en 1937, sur la base d'un projet de l'architecte Giuseppe Lilli pour équiper la ville de Pérouse d'une installation sportive, et surtout pour enfin donner à l'équipe de football de la ville un véritable stade. Le stade est situé à une courte distance du centre historique et dispose d'une piste d'athlétisme à 6 voies.
Au milieu des années 1970, le stade, doté de 15 000 places, devient trop petit pour le Pérouse Calcio, qui déménage alors au Stade Pian di Massiano nouvellement construit en 1975.
L'équipe se sert alors du stade comme d'un terrain d'entraînement durant les années suivantes, et le laisse officiellement à d'autres disciplines sportives.
Au stade peuvent également se jouer des rencontres de rugby à XV et de football américain.
Depuis 2003, le stade est l'un des lieux d'accueil de l'Umbria Jazz, qui reçoit les concerts de jazz du festival,,.

## Événements
- 2003 — : Umbria Jazz

## Galerie

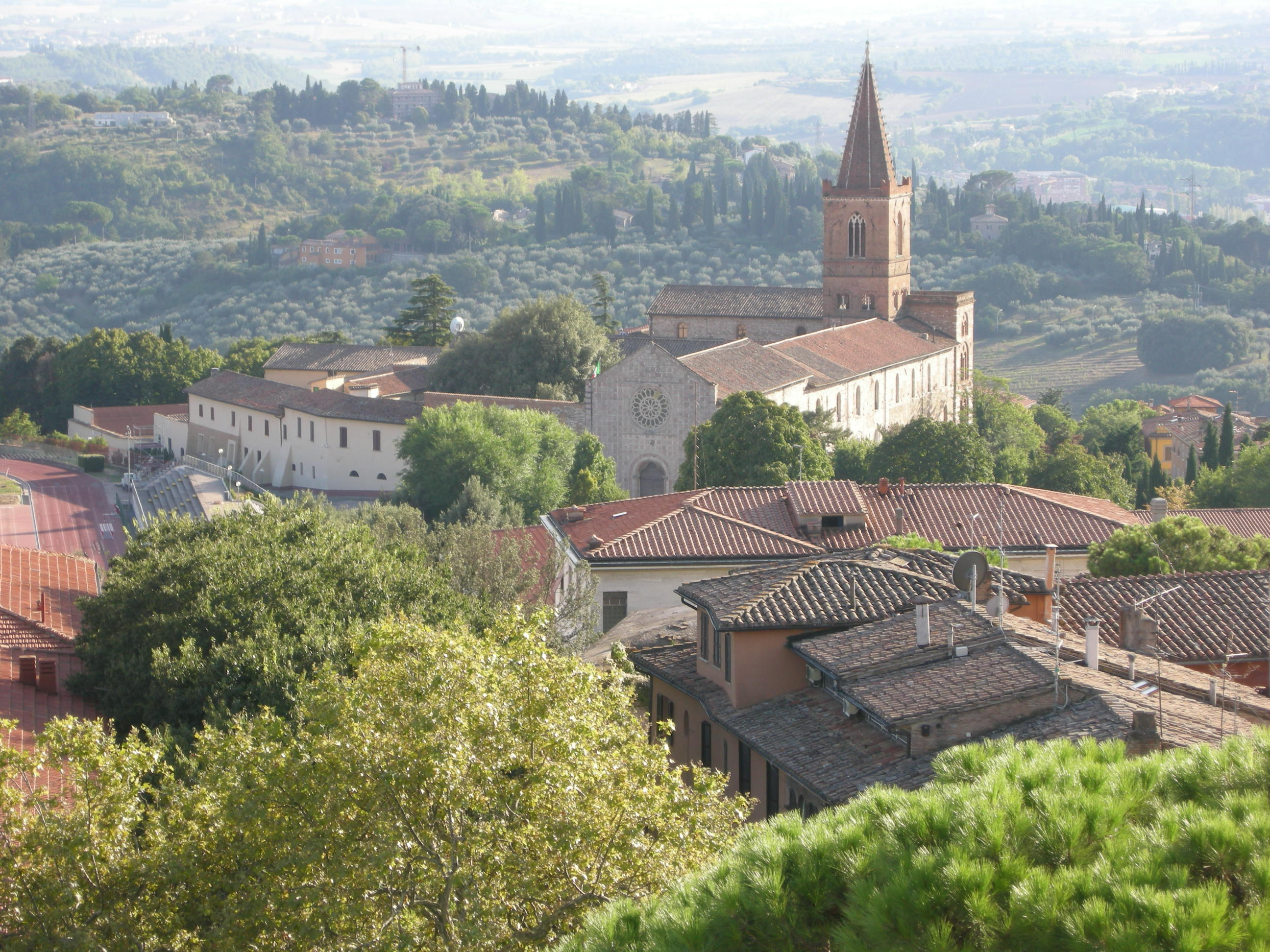
Complexe religieux de Santa Giuliana, d'où le stade tire son nom